# Reckitt Benckiser
Reckitt Benckiser («Ре́китт Бенки́зер») — транснациональная компания, специализирующаяся на производстве бытовой химии, безрецептурных лекарств и средств личной гигиены. Штаб-квартира находится в городе Слау (графство Беркшир, Великобритания).

## История

### Reckitt & Colman
Компания Colman’s была основана в 1814 году, когда Джереми Колман (англ. Jeremiah Colman) начал производство муки и горчичного порошка в городе Норидж. В 1823 году Колман зарегистрировал компанию J&J Colman.
В 1840 году Айзек Рекитт (англ. Isaac Reckitt) начал производство крахмала в городе Кингстон-апон-Халл. Со временем Рекитт расширил деятельность в производство средств для стирки и полировки, а после его смерти, в 1862 году, бизнес перешёл трём его сыновьям. В 1886 году Reckitt & Sons начала с Австралии экспансию в другие страны. В 1888 году Reckitt & Sons разместила свои акции на Лондонской фондовой бирже. В 1938 году Reckitt & Sons объединилась с J&J Colman. Так появилась компания Reckitt & Colman plc, основными её рынками были Европа и США. В 1954 году была поглощена компания Chiswick Products, производитель средств по уходу за обувью. В 1985 году была куплена компания Airwick Industries, выпускавшая освежители воздуха, а в 1990 году — компания Boyle-Midway, которой принадлежали бренды бытовой химии Woolite, Easy-Off, Sani-Flush, Wizard и Old English. В 1994 году Reckitt & Colman стала владельцем Lehn & Fink Products, которой принадлежит самый известный в США бренд домашней дезинфекции — Lysol. В 1995 году Reckitt & Colman продала почти весь свой пищевой бизнес компании Unilever.

### Benckiser
В 1823 году Иоганн А. Бенкизер (нем. Johann А. Benckiser) основал в Германии компанию Joh. A. Benckiser, основной деятельностью которой стало производство промышленных химикатов. Позже компания перешла на производство бытовой химии. В 1956 году был запущен в производство смягчитель воды Calgon. В 1980-х и 1990-х годах компания сильно выросла за счёт поглощения производителей бытовой химии и косметики в Европе и Северной Америке; в 1996 году подразделение косметики было выделено в компанию Coty. В 1997 году Benckiser для снижения налогообложения перенесла штаб-квартиру в Нидерланды и стала публичной компанией, разместив акции на фондовых биржах Амстердама и Нью-Йорка.

### Слияние компаний
В марте 1999 года, в результате слияния британской компании Reckitt & Colman и нидерландской компании Benckiser, образовалась британско-нидерландская компания Reckitt Benckiser.
В октябре 2005 года Reckitt приобрела бизнес по производству безрецептурных лекарств у компаний Boots Group, Boots Healthcare International за 1,9 млрд фунтов стерлингов. Три основных приобретенных бренда — анальгетики Нурофен, леденцы Стрепсилс от боли в горле, а также средства для лечения прыщей Clearasil. В январе 2008 года Reckitt за $2,3 млрд приобрела Adams Respiratory Therapeutics, Inc., фармацевтическую компанию; одним из основных приобретенных брендов был Mucinex. В июле 2010 года Reckitt за £2,5 млрд купила SSL International, производителя презервативов Durex и продуктов для ухода за ногами Dr. Scholl’s.
В январе 2011 года Reckitt приобрела компанию Combe’s, которая производит продукцию для ухода за кожей.
27 августа 2011 года Reckitt отозвала все оставшиеся запасы своего крупного анальгетического продукта, Нурофен плюс, после того, как было установлено, что упаковки содержат антипсихотический препарат.
В ноябре 2012 года Reckitt приобрела Schiff Nutrition, производителя витаминов и пищевых добавок, который базировался в Солт-Лейк-Сити, включая Digestive Advantage, MegaRed, Airborne, and Move Free за $1,4 млрд (£877 млн). В декабре 2014 года Reckitt отделила своё направление фармацевтики по производству Suboxone (лекарство от вывода опиоидов), в отдельную компанию под названием Indivior.
В июле 2017 года McCormick приобрела продовольственные бренды Reckitt, в том числе French’s Mustard & Frank’s RedHot, за $4,2 млрд.
В марте 2021 года компания сменила логотип, а также сокращенное название с RB на Reckitt.

## Деятельность
Основными брендами Reckitt Benckiser являются AirWick, Calgon, Cillit Bang, Clearasil, Contex, Dettol, Dosia, Durex, Finish, Gaviscon, Harpic, Lysol, Mortein, Mucinex, Nurofen, Scholl, Strepsils, Tiret, Vanish, Veet и Woolite. Эти марки составляют 2/3 дохода компании.
Подразделения по состоянию на 2022 год:
- Гигиена — чистящие и обеззараживающие средства, освежители воздуха; основные торговые марки включают Lysol, Finish, Air Wick, Harpic и Mortein; 41 % выручки.
- Здоровье — безрецептурные препараты и средства защиты под брендами Dettol, Durex, Gaviscon, Nurofen, Mucinex, Strepsils и Veet; 42 % выручки.
- Питание — детское питание, витамины и пищевые добавки, основные торговые марки включают Enfa, Nutramigen, Airborne, Move Free и Neuriva; 17 % выручки.

Основным рынком сбыта для компании являются США, на них приходится около трети выручки, на Великобританию — 5 % выручки.
В 2023 году заняла 380-е место в списке крупнейших публичных компаний мира Forbes Global 2000.

### Reckitt Benckiser в России
Первый российский офис компании Benckiser открылся в 1994 году в Санкт-Петербурге. В Москве компания Reckitt & Colman открыла офис в 1997 году. В 1999 году, после слияния компаний, в Москве начал работу офис компании Reckitt Benckiser. В 2005 году в городе Клин был открыт завод по производству чистящих и моющих средств, где работало более 600 человек.
Весной 2022 года компания Reckitt Benckiser сообщила о намерении выйти из российского бизнеса, передав активы третьей стороне или менеджменту. Через полгода после этого гендиректор компании Лаксман Нарасимхан неожиданно уволился и вскоре обнаружился на месте исполнительного директора американского «Старбакса». Летом 2023 года стало известно, что Reckitt Benckiser передумала уходить из России. В тот же день Reckitt Benckiser опровергла это сообщение.

### Благотворительность
С 2003 года Reckitt Benckiser Group является одним из партнёров благотворительного фонда Save the Children («Спасём детей») и поддерживается региональными подразделениями компании во всем мире.

### Критика
- В 2016 году Reckitt Benckiser признала, что её средство для увлажнителей убило более 100 человек в Южной Корее, преимущественно детей и женщин[20]
- В 2016 году Reckitt Benckiser по решению суда должна выплатить 1,7 млн австралийских долларов ($1,3 млн) в качестве штрафа, пишет The Telegraph. Суд пришёл к выводу, что компания вводит в заблуждение потребителей об эффективности обезболивающего Нурофен, выпуская упаковки с маркировкой по конкретным видам боли (головные боли, боли в спине и др.)[21][22].